# Виркхаус, Давид Отто
Давид Отто Виркхаус (нем. David Otto Wirkhaus; 19 сентября (1 октября) 1837, Васула, ныне Тартуская волость, Тартумаа — 16 (29) июля 1912, мыза Соотага, ныне Тартуская волость) — эстонский трубач, дирижёр и композитор, педагог. Сын Давида Виркхауса (1800—1876), преподававшего в Вяэгвере и руководившего здесь небольшим оркестром. Отец дирижёра Адальберта Виркхауса, дед дирижёра Тааво Виркхауса.

## Биография
С 1851 года руководил различными духовыми ансамблями и оркестрами и считается основоположником эстонского духового оркестра. С 1856 г. преподавал в школе местечка Вяэгвере. По протекции Адальберта Хуго Виллигероде совершенствовал профессиональное мастерство под руководством Фридриха Бреннера.
В 1869 году под руководством и по инициативе Виркхауса прошёл первый Эстонский певческий фестиваль, в котором приняли участие 46 хоров и 5 духовых оркестров. В дальнейшем Виркхаус руководил шестью последующими фестивалями, в промежутках между которыми неустанно ездил по Эстонии (а иногда и по эстонским общинам за её пределами), насаждая создание новых музыкальных коллективов, — в общей сложности, как считается, при участии или под непосредственным влиянием Виркхауса возникли около 100 исполнительских ансамблей. В ознаменование 60-летия Виркхауса Общество «Ванемуйне» сделало его своим почётным членом.
В 1992 г. в Эстонии основан Фонд Давида Отто Виркхауса, призванный способствовать развитию музыки для духовых инструментов.